# Kostoula Mitropoulou
Kostoula Mitropoulou (griechisch Κωστούλα Μητροπούλου * 6. Mai 1933 in Piräus; † 31. Januar 2004 in Athen) war eine griechische Autorin, Dramatikerin und Lyrikerin.

## Biographie
Ihr Vater war ein politisch links eingestellter Anwalt und ihre Mutter Pianistin. Den Erwartungen des Elternhauses folgend, studierte sie Jura, brach das Studium aber vor Abschluss ab. Nach dem Militärputsch vom 21. April 1967 emigrierte sie wie andere griechische Linksintellektuelle nach Paris. Persönliche Gründe zwangen sie jedoch, nach Athen zurückzukehren, wo sie festgenommen wurde. 1969 beteiligte sie sich am Protest von 18 Schriftstellern gegen die Junta-Diktatur. Bereits 1963 hatte Manos Loizos einen Mitropoulou-Text zum Lied Die Straße vertont, das zum Symbol des Kampfes gegen die Diktatur wurde. Sie heiratete Manolis Papoutsakis.

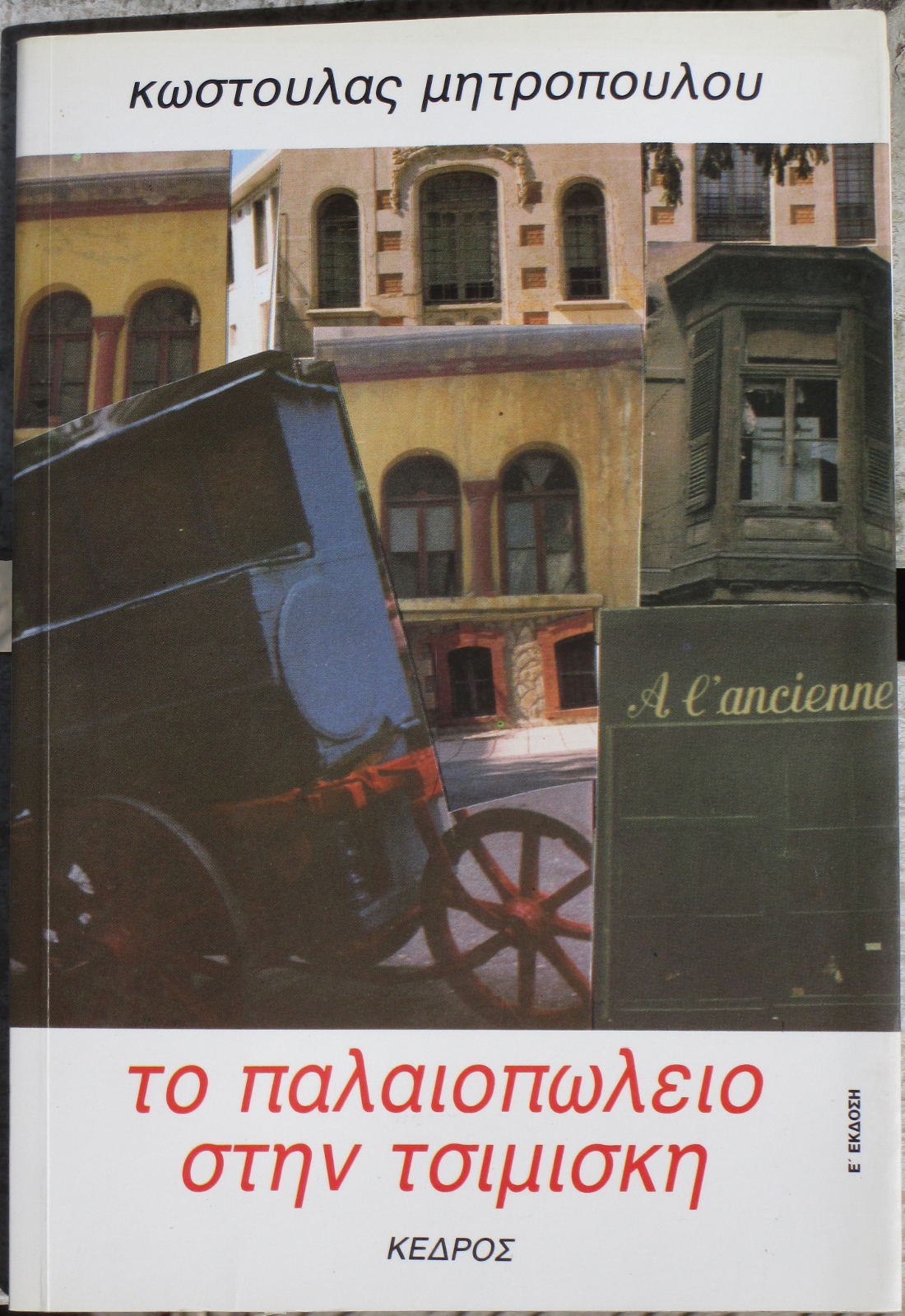
Kostoula Mitropoulou, Der Trödelladen in der Tsimiski, griechische Ausgabe

## Werk
Von ihr wurden zu Lebzeiten insgesamt 46 Titel, darunter 21 Romane, 12 Kurzgeschichtensammlungen, 3 Romane, eine Chronik und 8 Theaterstücke verlegt. In der Zeitung "Ethnos" hatte sie zwölf Jahre lang eine eigene Kolumne.
Ihr Talent zeigte sich schon in jungen Jahren. Bereits als Kind begann sie zu schreiben und veröffentlichte seit ihrer Studienzeit ihre ersten Kurzgeschichten in der Zeitung "Vradyni". 1958, im Alter von 25 Jahren, veröffentlichte sie ihr erstes Werk, den Roman „Das Land mit den Sonnen“.
1963 erhielt sie den Twelve Prosa Prize für Πρόσωπα και φιγούρες (Gesichter und Figuren), den Best Work and Performance Award für Τέσσερις ερημιές (Vier Einsamkeiten) 1977, den First State Short Story Award für Μεγέθυνση (Vergrößerung) 1984 und den European Script Award Fund für das Drehbuch "Der Trödelladen in der Tsimiski" von 1989.
Folgende ihrer Werke wurden in andere Sprachen übersetzt: "Polytechnikum. Die letzten Stunden" (Deutschland, Italien, Niederlande), "Leben am Rande" (Deutschland, Niederlande), "Musik für eine Abfahrt" (Italien, Frankreich, Deutschland), "Dalika" (Frankreich, Italien, Belgien), "Sechs Rollen für Solisten" (Frankreich, Italien, Venezuela), "Meine letzte Rolle", "Der Vortrag", "Das Ende" (Lateinamerika, New York), "Die letzte Vorstellung" (Australien), "Der Roman der Nacht", "Oskar", "Zerstückelte Begierde" (Köln), "Im Namen des Gesetzes", "Zerstückelte Begierde, eine Rolle für einen Clown" (München), "Das Risiko" (Frankreich, Schweiz), "Das Bahnhofsfoto bist du" (Italien), "Blut spucken, sagen, ich habe Sauerkirschen gegessen" (Italien).
Bekannte Komponisten wie Manos Loizos, Loukianos Kilaidonis, Nikos Danikas oder Christos Nikolopoulos haben ihre Texte vertont.
Mitropoulous Schreibstil ist subjektiv, bei dem Emotionen, Momente und die Eindrücke im Vordergrund stehen. In ihren Texten wird die Unterscheidung zwischen äußerer und innerer Realität, die Hierarchie der Zeit und die geometrische Struktur der Geschichte mit klarer Umrisslinie (Anfang, Mitte, Ende) aufgehoben. Die Bilder sind elliptisch, als Teile von Erinnerungen. Der Leser ist aufgefordert, die Erzählung selbst wie ein Puzzle zusammenzustellen. Sie ist beeinflusst vom Nouveau roman und von Marguerite Duras. Wichtig ist ihr die Sicht als Frau.
Ihre Werke werden in den neogräzistischen Fachbereichen von Universitäten in Europa, Amerika, Australien, Mexiko und Sizilien gelehrt. Es gibt Studien zu ihren Büchern und Theaterstücken.

## Ins Deutsche übersetzte Werke
In Deutschland erschienen drei Werke in einem Kleinverlag (Dialogos-Verlag in Wannweil, der von 1989 bis 1994 existierte) und ein viertes im Romiosini-Verlag:

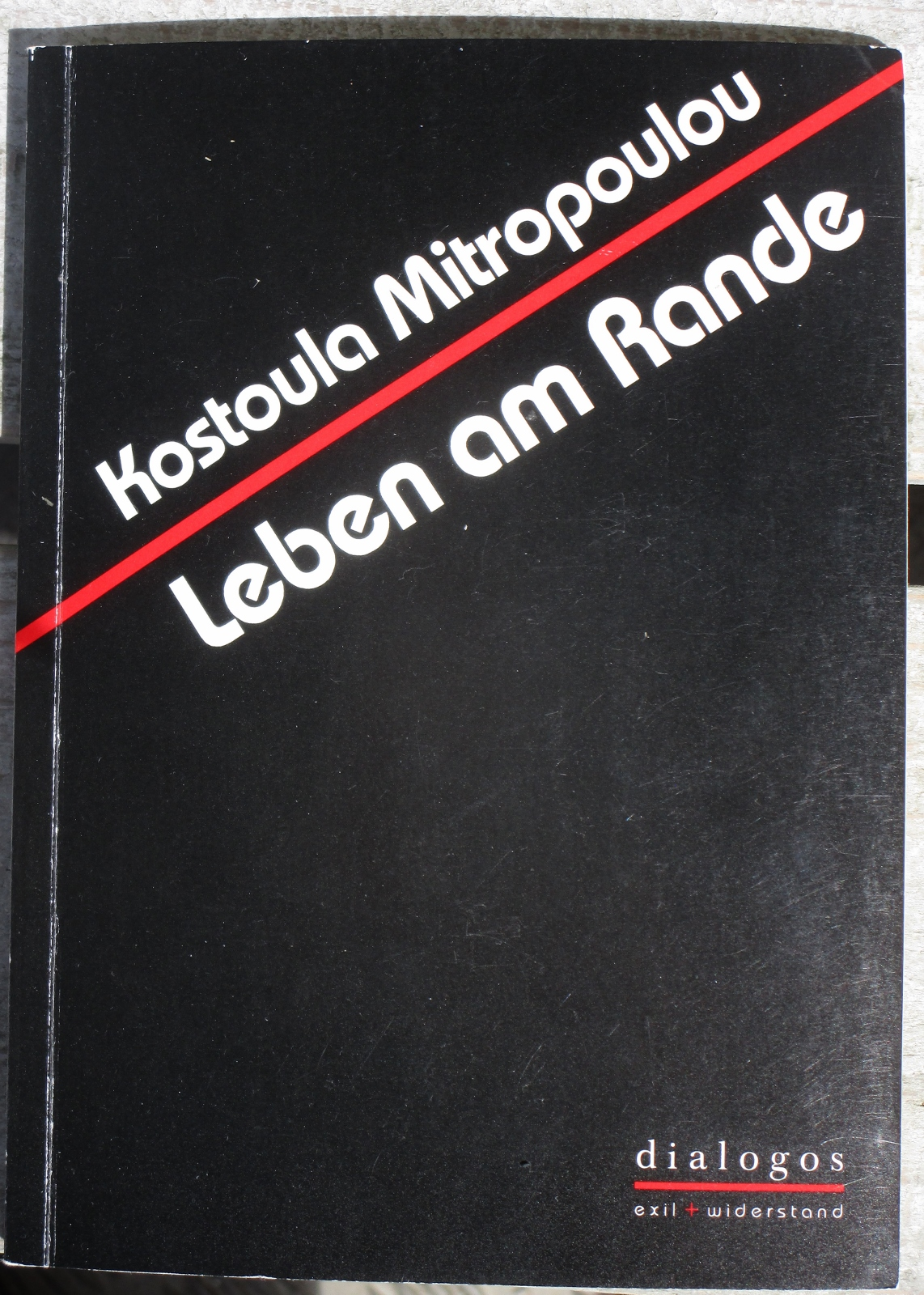
Buchcover Kostoula Mitropoulou, Leben am Rande, Dialogos Verlag

### 1. Leben am Rande. Erzählungen
Aus dieser Sammlung von Kurzgeschichten (griechisch Περιθωριακή ζωή) wurden nur drei übersetzt. Ihnen ist gemeinsam, dass jeweils in dritter Person ein Charakter im Mittelpunkt steht, der sich am Rande der Legalität und der Verzweiflung befindet. In der ersten Erzählung unter dem Titel Die Brandstiftung wurde die Tat von Litsa, einer 53-jährigen Prostituierten, begangen, die in einem Haus von 40 Wohnungen von allen, selbst den Kindern, gemieden worden ist und gewissermaßen auf sich aufmerksam machen wollte. In der zweiten Erzählung unter dem Titel Der Keller ist der Protagonist in der Zeit des Zweiten Weltkrieges zum Tode verurteilt worden und wurde von seiner Mutter 24 Jahre lang in einem Keller versteckt. Mit fast 45 kommt er zurück in eine Welt, "die nicht mehr ihm gehörte". (S. 44) Die Intensivste ist die dritte Erzählung mit dem Titel Die Strecke. Sie spielt in der Zeit des Zweiten Weltkrieges während der deutschen Besatzung und beginnt mit dem Satz: "Man hatte ihm unwiderruflich mitgeteilt, dass er hingerichtet werden würde." (S. 49) Ein Gefängniswärter versucht, ihn dazu zu bewegen, fünf Namen zu nennen und dadurch sein Leben zu retten. Die Autorin beschreibt intensiv, mit welchen Gewissenskonflikten der 25-jährige Protagonist zu kämpfen hat.

### 2. Polytechnikum. Die letzten Stunden

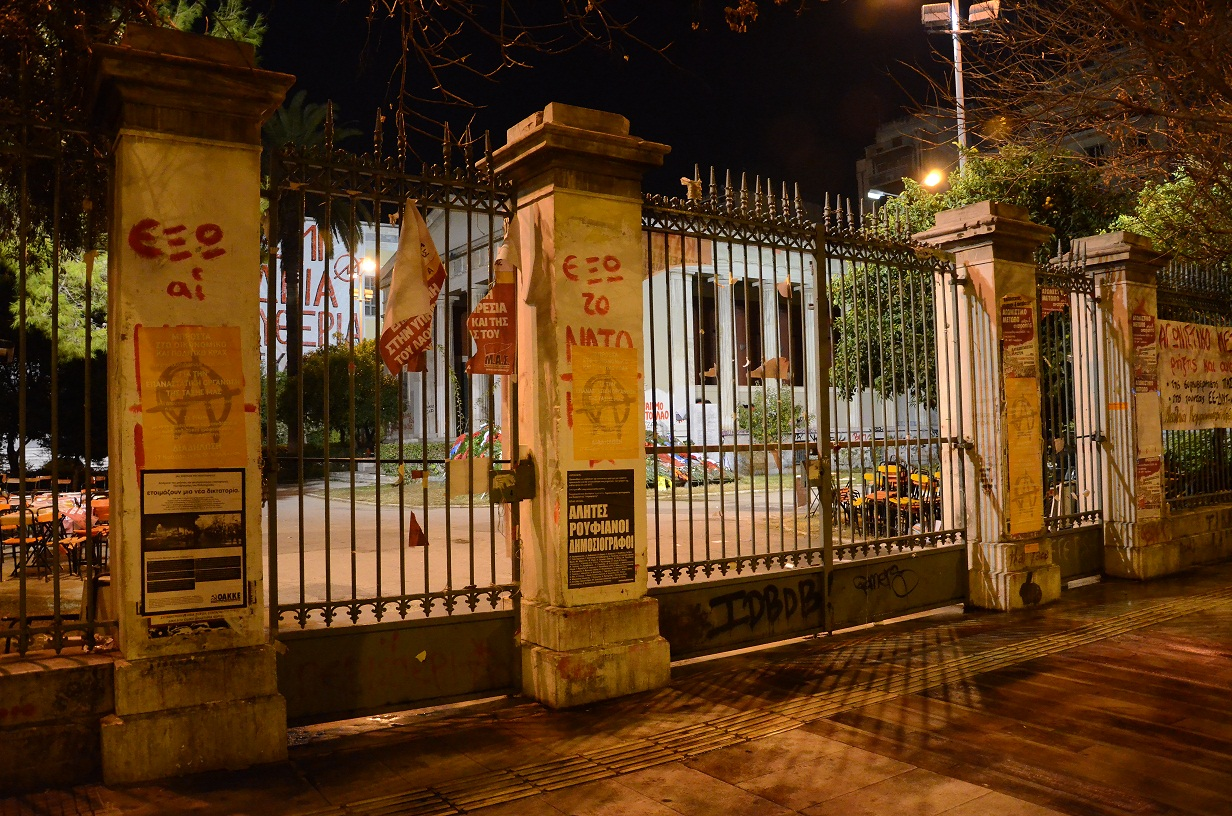
Tore des Polytechnikums in Athen am 17. November 2011

Dieser Text schildert die dramatischen Ereignisse von drei Tagen, nämlich vom 14. bis 16. November 1973 in Athen, genauer gesagt bis in die Morgenstunden des 17. November, und stellte zu seiner Zeit eine politische Intervention dar. Er ist, wie die Autorin formuliert, die „Chronik eines Kampfes. Drei Tage. Tage und Nächte und Epochen“ (S. 11). In den Novembertagen 1973 kulminierte die Auseinandersetzung, als die Panzer aus den Kasernen kamen und die Proteste am Athener Polytechnikum und unterstützende Demonstrationen in der Stadt gewaltsam unterdrückt wurden.
Mitropoulous Text ist reportageartig geschrieben, mit sehr geringem Abstand von den Ereignissen, da er bereits vom 18. November bis 26. Dezember 1973 verfasst wurde. Die Chronik ist minutiös. Genau dadurch wirkt sie fragmentarisch. Der Stil erinnert an Texte von Marguerite Duras (1914–1996), die oft an Filmskripte denken lassen (z. B. Hiroshima, mon amour, französisch 1960). Auch die "Chronik dreier Tage" (so die Übersetzung des griechischen Titels Το χρονικό των 3 ημερών) macht von diesen Stilelementen Gebrauch. "Das Bild zerspringt in Quecksilberteilchen", (S. 52), und zwar in dem Moment, als die Appelle an die "Brüder in Uniform", auf Gewalt zu verzichten, nichts fruchten und mit brutaler Gewalt gegen Unbewaffnete vorgegangen wird. Mitropoulou spielt also mit den Mitteln von Konstruktion und Dekonstruktion. Die Chronik ist 1982 auf Griechisch und 1989 auf Deutsch erschienen.

### 3. Der Trödelladen in der Tsimiski
Der Trödelladen in der Tsimiski (griechisch 1988 unter dem Titel Το παλαιοπωλείο στην Τσιμισκή, deutsch 1990, Übersetzerin: Gaby Wurster) ist eine 80-seitige Novelle. Sie handelt von einer Amour fou zwischen einem 53-jährigen Mann und einem 19-jährigen Mädchen. Schauplatz ist die Odos Ioanni Tsimiski (Οδός Ιωάννη Τσιμισκή Ioannis-Tsimiskis-Straße) in Thessaloniki.

### 4. Roman der Nacht. Oskar oder das Lächeln der Wandmalerei. Zerstückelte Begierde
erschienen 1995 im Romiosini-Verlag, Köln